# Меньшиков, Анатолий Андреевич
Анато́лий Андре́евич Ме́ньшиков (1 апреля 1911, Глазовский уезд, Вятская губерния — 20 апреля 1945, Польша) — подполковник Рабоче-крестьянской Красной Армии, участник Великой Отечественной войны, Герой Советского Союза (1945).

## Биография
Анатолий Меньшиков родился 1 апреля 1911 года в деревне Меньшики. После окончания семи классов школы работал в родительском хозяйстве. Позднее проживал и работал в Мурманской области и Карело-Финской ССР. В 1941 году был призван на службу в Рабоче-крестьянскую Красную Армию; окончил курсы младших командиров. С октября 1941 года — на фронтах Великой Отечественной войны.
К апрелю 1945 года подполковник Анатолий Меньшиков командовал 562-м стрелковым полком 165-й стрелковой дивизии 70-й армии 2-го Белорусского фронта. Отличился во время боёв в Германии. В ночь с 16 на 17 апреля 1945 года А. А. Меньшиков во главе нескольких подразделений своего полка переправился через Одер в районе местечка Мешерин в 5 километрах к северу от города Гарц и захватил плацдарм на его западном берегу. В тех боях его полк уничтожил около 350 солдат и офицеров противника. 20 апреля 1945 года А. А. Меньшиков погиб в бою. Похоронен на одной из площадей города Быдгощ.
Указом президиума Верховного совета СССР от 29 июня 1945 года за «образцовое выполнение заданий командования и проявленные мужество и героизм в боях с немецкими захватчиками» подполковник Анатолий Меньшиков посмертно был удостоен высокого звания Героя Советского Союза.

## Награды
- три ордена Красного Знамени (1942, 15.12.1944[3], 29.1.1945[4]);
- медаль «За оборону Ленинграда» (1943)[2][5];
- орден Суворова 3-й степени (15.9.1944)[5];
- Герой Советского Союза (орден Ленина и медаль «Золотая Звезда»; 29.6.1945)[6].

## Память
В честь Меньшикова названы школа и улица в селе Порез Унинского района.

## Комментарии
1. ↑  Деревня Меньшики, относившаяся к Рыбаковской волости Глазовского уезда, в последующем входила в состав Антипинского сельсовета Нолинского уезда, с 1929 — Унинского (в 1945—1955 — Порезского) района Кировской области; не сохранилась[1].